# 幸福路街道 (阿拉尔市)
幸福路街道，是中华人民共和国新疆维吾尔自治区阿拉尔市下辖的一个乡镇级行政单位。

## 行政区划
幸福路街道下辖以下地区：
花园社区、新苑社区、桃园社区、学苑社区、大学社区。